# Donrichardsia
Donrichardsia là một chi rêu trong họ Amblystegiaceae.